# Lucía Méndez
Lucía Méndez, właśc. Lucía Leticia Méndez Pérez (ur. 26 stycznia 1955 w León) – meksykańska aktorka i piosenkarka.
Śpiewa pięciooktawowym głosem.

## Życiorys
Wychowywała się w rodzinie pochodzącej z klasy średniej. Ojciec Antonio Méndez był inżynierem, a matka Marta zajmowała się domem. Lucía studiowała sztukę dramaturgii. W 1968 roku przeniosła się wraz z rodzicami i rodzeństwem do Pensylwanii, jednak po siedmiu latach powróciła do swojego ojczystego kraju. Już jako dziecko występowała na scenie, śpiewając piosenki w zespole dziecięcym.

### Kariera
Od lat 70. do lat dzisiejszych. Grała w filmach i w telenowelach produkcji meksykańskiej grupy medialnej Televisa. Méndez zaczęła karierę w 1972 roku dzięki roli w filmie Cabalgando a la Luna (Koń biegnący do Słońca). Po raz pierwszy zagrała w operze mydlanej pt. Muchacha Italiana Viene a Casarse. W 1978 roku wystąpiła w castingu na amantkę do telenoweli Viviana, który wygrała i przez to stała się bardzo znaną aktorką w całej Ameryce Łacińskiej. Kolejną rolą była postać prostytutki w telenoweli Colorina. Została tam uratowana przez swoją matkę, którą zagrała portorykańska aktorka Alba Nydia Díaz.
Zagrała w wielu telenowelach, m.in.: Vanessa (1982), El Extraño Retorno de Diana Salazar (1988), Tres Veces Sofia (1998) i Golpe Bajo (2000). Zagrała w takich filmach jak: El Ministro y yo (1975), Mas Negro que la Noche (1976), Los Hijos de Sanchez (1977)The children of sanchez (1978) ze znanymi artystami Anthony Quinn i Dolores del Rio, La Ilegal (1979), Los Renglones Torcidos de Dios (1981) oraz El Maleficio (1985).
W 1983 roku została koronowana na Królową Viña del Mar podczas Festiwalu Vina del Mar w Chile. W 1985 roku wystąpiła wraz z Andrésem Garcíą i Salvadorem Pinedą w międzynarodowym filmie Ty albo nikt, zaśpiewała tam piosenki do czołówki Corazon de Piedra (Serce z kamienia), Don Corazon (Pan serce) oraz El amor sin ti no vale nada (Moja miłość jest nic nie warta bez ciebie). W 1988 roku wyszła za mąż za Pedro Torresa, w 1989 roku urodziła syna Pedrito. To było ich jedyne dziecko, po paru latach się rozwiedli.
W 1990 roku wystąpiła w kolejnej telenoweli: Amor de nadie wraz z Saulem Lisazo i Fernando Allende. W Amor de nadie, zagrała ofiarę gwałtu, mającą pięciu mężczyzn, którzy walczą o jej miłość. Tytułowa piosenka, którą zaśpiewała także stała się przebojem. Po Amor de nadie poleciała do Miami w odpowiedzi na propozycję roli w telenoweli Marielena. Marielena była drugą telenowelą nakręconą w Miami po El Magnate, gdzie wystąpili Andres Garcia i Salvador Pineda. Amantem w Marielenie był Eduardo Yanez. Marielena była pierwszą jej telenowelą niewyprodukowaną przez telewizję Televisa. W 1994 roku zaproszono ją do Puerto Rico, gdzie zagrała romantyczną historię Senora Tentacion.
W 1998 roku podpisała kontrakt z TV Azteca, wielkim rywalem Televisy. Dwa lata później wystąpiła w produkowanej przez tę telewizję telenoweli pt. Golpe Bajo, z Javierem Gomezem i Salvadorem Pinedą.

### Filmy
- Amas de casa desesperadas(2008)
- Malinche(2006]
- Don fransisco presenta(2005)
- Confetti (1996) – Coco Freyre
- El Maleficio II (1986) – Marcela
- Enamorada (1984)
- Los Renglones torcidos de Dios (1982) – Alice Gould
- La Ilegal (1979) – Claudia Bernal
- The Children of Sanchez (1978) – Marta Sanchez
- Los hijos de sanchez (1979) – Marta Sanchez
- Juan Armenta, el repatriado (1976) – Julia
- El Ministro y yo (1976) – Barbara
- Más negro que la noche (1975) – Marta
- Desconocido, El (1974)
- Cabalgando a la luna (1974)
- El Hijo del pueblo (1973) – Carmen
- Vuelven los campeones justicieros (1972)

### Telenowele
- Mój grzech (Mi Pecado) (2009) – Inés Roura (specjalny występ, cztery odcinki)
- Amor sin maquillaje(2007) – Lupita
- Golpe bajo (2000) – Silvana Bernal
- Tres veces Sofía (1998) – Sofía Gutiérrez de Briseño
- Señora Tentacion (1995) – Rosa Moreno
- Marielena (1994) – Marielena
- Amor de nadie (1990) – Sofía
- El Extraño Retorno de Diana Salazar (1988) – Diana Salazar/Doña Leonor de Santiago
- Tu o Nadie (1985) – Raquel
- Vanessa (1982) – Vanessa Reyes de Saint-Germain
- Colorina (1980) – Colorina/Fernanda
- Viviana (1978) – Viviana Lozano
- Mundos Opuestos (1976) – Cecilia
- Paloma (1975) – Rosa
- Tierra, La (1974) – Olivia
- Maestra Mendez, La (1973)
- Cartas sin destino (1973)
- Muchacha italiana viene a casarse (1971)

### Wybrane albumy
- Las numero (2007)
- Canciones de amor (2006)
- Vive (2004) /latin grammy
- Ellas cantan a si (2003)
- 100 Ańós de musica (2001)
- Dulce romance (1999)
- Sucecos musicales (1999)
- Todo o nada (1998) /platynowa płyta (świat)
- A Petición del Publico(1997)
- Coleccion original (1996)
- Personalidad Lucia mendez 20 exitos sony-mexico(1994)
- Señora Tentacion (1994)
- Mis 30 mejores canciónes(1993)
- Se Prohibe (1993)
- Marielena (1992)
- Besame (1991) /latin grammy/złota płyta na świecie
- Amor de nadie (1990)
- Luna morena (1989) /latin awards/platynowa płyta
- Mis intimas razones (1988) /latin awards/platynowa płyta (świat)
- El dueńo de la tierra(1988)
- Amado mio (1987)
- Lo mejor de lucia mendez (1986)
- Castigame (1986)
- Te quiero (1985) /wyróżnienie grammy
- Acapulco (1985)/Latin Grammy Awards
- Solo una mujer (1984) /nagroda mtv music awards
- Enamorada (1983)
- Los Grandez Exitos de Lucia Mendez(1982)
- Cerca de ti (1981)
- Regalame esta noche (1980)
- Viviana (1979)
- Se feliz (1978)
- Lucia mendez con el mariachi (1977)
- La sonrisa del ańo (1977)
- Presentimiento (1977)
- Frente a frente (1976)
- Siempre estoy pensando en ti (1975)
- Por un amor (1972)
- Piensa en mi (1969)

### Single
- Vive (2004)
- Perdoname(1999)
- Gracias Por Haberte Ido (1999)
- Corazon de Acero (1999)
- Rehilite (1999)
- Carinito Azucarado (1998)
- Ya la pagaras (1998)
- Vete (1994)
- se me antoja(1991)
- Amor de Nadie (1990)
- Mis intimas razones (1987)
- Que tiene (1986)
- Amor Imposible (1984)
- Solo Una Mujer (1984)
- Don corazón (lucia mendez con camilo cuervo)1983
- Corazon De Piedra (1983)
- Enamorada (1983)
- Mi Amor, Amor (1982)
- Te Tengo En Mis Manos (1982)
- Don't tell my mama(1981)
- Who my aples thou night(1981)
- Viviana (1978)
- Yo Se Que Esta En Tu Corazon (1976)
- Frente a frente
- Por que me hacer llorar
- Por un amor(1972)
- Piensa en mi (1968/1969)

### Teledyski
- Piensa en mi
- Por un amor
- Siempre estoy pensando en ti
- carinio nuevo
- La martina
- Que paso corazoncito
- Gracias
- Mi amor amor
- te quiero
- La luna de cancun
- Amor imposible
- corazon de piedra
- Don corazón
- que clase de hombre eres tu
- culpable o inocente
- Contigo o sin ti
- Vete
- Se acabo
- morir un poco
- Don't tell my mama
- Amado mio
- que clase de hombre eres tu 2
- Corazon de piedra 2
- enamorada
- enamorada remix
- Parte de mi
- la pareja dispareja
- Un alma en pena
- Mis intimas razones
- Super miedo
- Corazón de fresa
- Escuchame
- la media vuelta
- castigame
- Yo no se quererte mas
- Amor a dos
- la solidaridad
- cantare cantaras
- Yo no se quererte mas 2
- Castigame 2
- La ola de amor
- Acapulco
- No hay hombres
- Luna morena
- Secreto
- La que mas te ha querido
- Nos aburiremos juntos
- No me lo tomes a mal
- Amor de nadie
- Quien sera
- Tormenta de veranod
- Golpe bajo
- Todo y nada
- Seńora tentación
- Margarita non lo sa
- Juntos por costumbre
- Ya la pagaras
- Solo una mujer
- Aventurero
- Un poquito de sabor
- Nube viajera
- Amor volcanico
- Perdoname
- Romantica
- Devuelveme el amor
- Aguanta corazón
- Solamente una vez
- Sombras nada mas
- Te tengo en mis manos
- Marchate de aqui
- Cobarde (lastima)
- te me vuelvas soledad

### Opera
- El fantasma de opera (1976)
- Nada de sexo que somos decentes(1972)
- Por un paraguas(1966)
- No, no por favor(1996)